# Jesús González de la Torre
Jesús González de la Torre (Madrid, 7 de junio de 1932-17 de septiembre de 2023) fue un pintor español y académico correspondiente de la Real Academia de Historia y Arte de San Quirce. Su obra evoluciona desde la pintura castellana próxima a la Escuela de Madrid hacia la etapa expresionista y matérica para llegar hasta la pintura metafísica.

## Biografía
Nace en Madrid, de madre segoviana y padre rondeño. Estudia el bachillerato en los jesuitas y Derecho en la Facultad de Madrid, ciudad en la que asiste a las clases del Círculo de Bellas Artes, y en los veranos practica junto a su tío el pintor Eugenio de la Torre Agero.
En 1954 expone en la sala Bibliotecas y Museos de Segovia. El Museo Provincial de Segovia adquiere una de sus obras. A lo largo del siguiente año conocería a otros pintores de su generación, haciendo amistad con Pancho Cossio (quien le presta ayuda para realizar algunas de sus exposiciones), José Planes, Cristino Mallo, Juan Manuel Díaz Caneja,  García Ochoa y Juan Barjola.
En 1956 visitó el París existencialista. Al año siguiente, su familia se trasladó a Oviedo, lo que en los años siguientes le llevó a residir temporadas en Asturias donde residiría varios años.
1958 Primera exposición individual en Madrid, -Sala Alfil- con presentación del poeta y arquitecto Luis Felipe Vivanco. Le ayudan en el montaje los pintores Pedro Bueno y Juan Manuel Díaz Caneja.
1960 Primer viaje a Italia con una Beca para el estudio del cuatrocento italiano.
1962 El Museo de Arte Contemporáneo de Madrid adquiere una de sus obras. Conoce al escritor José Bergamín
1963 Trabaja junto a otros pintores en los estudios cinematográficos Samuel Broston de Madrid. Con los pintores Jaime Herrero y Eduardo Úrculo prepara una película, por título "Visión 63", producida por Ateca Films SA.
1964 Recibe un homenaje en el Museo Provincial de Segovia.
1968 Contrae matrimonio con Rosario Mateos en la iglesia de San Millán de Segovia. Viaja por Europa Central y Gran Bretaña para el estudio de "la naturaleza muerta". Vermeer le subyuga. La Galería Schneider de Nueva York compra parte de su obra. Viaja por los Países del Este y Austria. Conoce al poeta Jorge Guillén en Florencia y Rafael Alberti en su casa de Vía Garibaldi de Roma.
1970-73 Contrato durante tres años con la Galería "Il Vaglio" de Florencia. A donde hace viajes frecuentes y donde pasa largas temporadas. Expone por toda Italia, Londres, Nueva York y Montreal a través de la Galeria. Viaja a Norteamérica con el pintor Pinto Coelho; y por Extremo Oriente con los también pintores Cristino de Vera y Joaquín Pacheco.
1977 Se publica una monografía del pintor en la colección: "Artistas españoles contemporáneos" nº 135 del Ministero de Educación y Ciencia; el texto es del poeta Luis Martínez Drake. Viaja a México y Yucatán con Cristino de Vera.
1980 Es elegido Académico Correspondiente de la Real Academia de Historia y Arte de San Quirce de Segovia. Marcha a India y Nepal. Y en el año 1982 viaja a Sudamérica.
1983 Exposición retrospectiva en el Torreón de Lozoya de Segovia. Patrocinada por Caja Segovia; Monografía por Antonio Madrigal; textos y dedicatorias de: Azorín, Rafael Alberti, José Bergamín, Jorge Guillén, Claudio Rodríguez y Luis Felipe Vivanco. Conoce al escritor Julio Cortázar.
1985 Conoce a la escritora María Zambrano. Quien un año después dedica el artículo "Cielos pintados" a su obra en "Diario 16". Artículo recogido, años más tarde, en el libro "Algunos Lugares de la Pintura" de Espasa Calpe.
1986 ARCO 86. Hace un retrato al torero Rafael de Paula -con quien le une una estrecha amistad -. Reproducción que acompaña la biografía del torero en el tomo 11 de los "Toros" de Cossio. Conoce al poeta José Ángel Valente con el que mantendrá una estrecha amistad.
1987-90 Exposición “Pintores del Museo Nacional de Arte Contemporáneo” Conde Duque de Madrid. Exposición “Homenaje a las Víctimas del franquismo" Centro Cultural de la Villa de Madrid. “Bodas de diamante del cubismo” Facultad de Bellas Artes de Madrid.
1991 Exposición individual homenaje a San Juan de la Cruz en La Casa del Siglo XV de Segovia patrocinada por la Diputación de esa ciudad; la presentación del acto corresponde al poeta Luis Javier Moreno y al Presidente del Organismo. Con este motivo se edita un libro con prólogo de María Zambrano por título "Jesús G. de la Torre en su transparente pintar" y carta-epílogo de Julio Cortázar, así como textos de los poetas Blanca Andreu, y Claudio Rodríguez entre otros.
1993-96 Comienza su colaboración literaria en el diario "El Norte de Castilla", que dura una década. Prologa el libro "Diario de un Paulista" de Joaquín Albaicín, editado por El Europeo Madrid. En estos años viaja de nuevo por África (Marruecos y Túnez). Asiste al Congreso de Mística en Ávila y al de la "Música Callada" en Ronda.
1997 Exposición itinerante patrocinada por la Junta de Castilla y León por las provincias de Ávila, Burgos, Soria, Segovia, Salamanca, León, Zamora, Valladolid, Palencia y El Burgo de Osma; Se publica una monografía con prólogo de Antonio Colinas, José Ángel Valente y de María Zambrano. Lo completan otros textos.
1998 Es invitado a participar con una exposición individual en la Fundación María Zambrano de Vélez Málaga; el catálogo lleva textos de M. Zambrano, R. Blanco, R. Tomero y carta epílogo de Massimo Cacciari. En este congreso conoceal poeta y escritor argentino Héctor Ciocchini, con quien establece una gran amistad hasta la desaparición de éste. También es invitado a exponer en la Bienal internacional de cine científico en Ronda Prologa el catálogo Víctor Nieto Alcaide; al tiempo en colaboración con el Ayuntamiento de la legendaria ciudad se publica su libro "Ronda".
1999 Colabora en las revistas rondeñas "Puente Nuevo" y otras. El escritor Héctor Ciocchini le dedica uno de sus poemas. Y también lo hace, Luis Martínez Drake, en su "Poesía Reunida", libro publicado por la editorial Trotta bajo la dirección del pintor.
2000 Es nombrado Hijo Adoptivo de la ciudad de Ronda. La Biblioteca Nacional le encarga el retrato de María Zambrano para su Galería de los Premios Cervantes. La revista de "Pedro Romero" de Ronda le dedica portada y páginas interiores en un número homenaje.
2001 - 2004 Exposición individual en Málaga su serie “Estrellas” patrocinada por la Diputación. Lee textos de San Juan de la Cruz y de María Zambrano en el acto del entierro de las cenizas del pintor Esteban Vicente en el Museo dedicado a éste. Participa en los "Encuentros sobre Rilke" de los Cursos de la Universidad Rey Juan Carlos, en Ronda, y en el Congreso dedicado a María Zambrano en Segovia y Madrid. Expone en la galería Utopía-Parkway en las colectivas “Autorretratos” y dos años más tarde en “Retratos Contemporáneos”. Exposición “Paisajes intergeneracionales” en la galería de la Academia de Roma. Celebra su 40 exposición individual, en la Galería Claustro. Prologa el catálogo el poeta argentino Héctor Ciocchini, también lleva textos de la escritora María Zambrano.
2005 La ciudad de Ronda da su nombre a una calle. Interviene en el congreso dedicado a Juan Manuel Caneja celebrado en Madrid, y en la exposición "Amigos de Caneja" en Palencia y Valladolid. Colabora con un artículo en el catálogo de la exposición “Caneja” del Centro de Arte Reina Sofía.
2006 - 2008 Su libro El Paisaje abre la colección "Torre de tinta", publicaciones del Museo de Arte Contemporáneo Esteban Vicente. La Caja de Ahorros de Segovia publica su libro María Zambrano en Segovia. El Ateneo de Málaga edita su obra Huellas. El Convento de Santo Domingo de Ronda acogerá una exposición con sus últimas obras en julio de 2008.
2009 La editorial Eila publica una biografía sobre la poeta Alfonsa de la Torre escrita por el pintor, la presentación tuvo lugar en el Museo Esteban Vicente de Segovia. Da Conferencias en el Círculo de Bellas Artes y en El Ateneo de Madrid.
2011 Ilustra y escribe el prólogo de las Obras completas de Alfonsa de la Torre de la editorial EILA Editores. A la presentación de la obra no puede asistir por ser víctima de una grave dolencia que afecta a su salud.
2016 Cede parte de su obra a la Fundación Unicaja Ronda

## Museos y colecciones públicas
Distintos museos e instituciones que atesoran o exponen al público obras del artista:
- Museo Nacional Centro de Arte Reina Sofía, Madrid.
- Museo Provincial de Segovia.
- Museo de Bellas Artes de Granada.
- Museo Provincial de Jaén.
- Museo Ayllón.
- Museo Taurino de Madrid.
- Museo Instituto Jovellanos de Gijón.
- Museo Diputación de Jaén.
- Museo Taurino de Ronda.
- Museo Real Academia de Bellas Artes de San Fernando. Madrid.
- Ministerio de Educación y Cultura, Madrid.
- Caja Segovia.
- Fundación María Zambrano. Vélez Málaga.
- Banco de España. Madrid.
- Museo de Arte Contemporáneo Villafamés (Castellón).
- Caja Madrid.
- Biblioteca Nacional. Madrid.
- Fundación Unicaja Ronda.
- Junta de Castilla y León.
- Ayuntamiento de Ronda.
- Antigua Universidad L. de Zaragoza.
- Fundación El Adelantado de Segovia.
- Fundación Carlos de Amberes.
- Caja Duero.

## Premios y recompensas
1956 - Medalla de plata de Arte Universitario.
1960 - Beca Educación y Ciencia con destino a Italia para el estudio del cuatrocento italiano.
1961 - Pensión Juan March.
1964 - Beca del Ministerio de Información y Turismo para el estudio de las Artes Plásticas y Audiovisuales.
1968 - Beca para el extranjero de la Fundación Juan March.
1973 - El Ministerio de Educación y Ciencia en su colección Artistas Contemporáneos publica su monografía con el número 135.
1979 - Beca del Ministerio de Cultura para la creación e investigación de las Artes Plásticas.
1980 - Es elegido académico de la Real Academia de Historia y Arte de San Quirce (Segovia).
2000 - Es nombrado Hijo Adoptivo de la ciudad de Ronda.
2000 - Premio Aniceto Marinas a la trayectoria artística Segovia.
2005 - El Ayuntamiento de Ronda da su nombre a una de sus calles.